# Oliver Lieb
Oliver Lieb (Francoforte sul Meno, 31 dicembre 1969) è un disc-jockey e producer tedesco.

## Carriera musicale
Oliver iniziò la sua carriera musicale all'età di 14 anni come bassista con grandi ambizioni di suonare in gruppi funky e soul. Ad ogni modo ha sempre lasciato le band dove suonava prima che queste trovassero un successo reale ed iniziò ad esplorare la musica elettronica. La sua prima registrazione, sotto l'alias “Force Legato", fu distribuito dalla ZYX Music. Nel 1992 incontrò Matthias Schindehutte, A&R per la nuova etichetta, la Harthouse che contattò lui per il progetto Spicelab. Spicelab divenne uno dei progetti più importanti della Harthouse e una figura di spicco della scena techno di Francoforte. Allo stesso tempo Oliver ha iniziato a lavorare a brani più difficili pubblicati con l'alias di Psilocybin. Nel 1993 vide la prima pubblicazione con l'alias L.S.G. che ha interrotto nel 2007. Nel 1994 la sua prima collaborazione con Harald Großkopf (con cui si sarebbe poi esibito dal vivo) pubblicò tracce con l'alias The Ambush.

## Produzione
La Superstition Records ha descritto lo studio di Oliver Lieb come una delle più eccitanti collezioni di strumenti di tutta la scena techno. Contiene dozzine di sintetizzatori, alcuni dei quali rari e inusuali. Oliver preferisce gli strumenti analogici, valorizzando specialmente gli oscillatori in grado di produrre frequenze estremamente basse e profonde. La sua musica è costituita tipicamente da atipiche trame sonore e melodie dritte con ritmi techno molto familiari.

## Pseudonimi
Lieb è conosciuto con decine di alias con oltre 200 produzioni e remix in vari generi di musica elettronica come trance, house, e techno. Alcuni dei suoi alias sono:
- Alpha Omega (Phoolish)
- Antimon (Federation of Drums, con WJ Henze)
- Archon (Le petit prince)
- Arte Bionico (Superstition, con Marcos Lopez)
- Azid Force (Superstition, con Pascal FEOS)
- Ecano (Bonzai, Tetsuo, Avantgarde)
- Force Legato (ZYX Music)
- Genetix (Millennium)
- Gobiman (Jerk)
- Infinite Aura (Harthouse, con Pascal FEOS)
- Ivan (Superstition)
- Java (Eye Q Records, con Dr. Atmo)
- L.S.G. (Superstition)
- Mark III (Methane)
- Mindspace (No Respect)
- Mirage (Eye Q Records, con Ralph Ruppert)
- Multiplicity (Dimension)
- Music to films (con Dr.Atmo)
- O.L. (Delirium)
- Paragliders (Superstition, con Torsten Stenzel, più tardi Tetsuo, Platipus)
- Phools Inc (Phoolish, Sidewalk)
- Psilocybin (Delirium, con WJ Henze)
- Radical Impression (Swop)
- Sentinel (Logic, mit R. Flex)
- Smoked (Jerk)
- Snakemen (Universal Prime Breaks)
- S.O.L. (Superstition)
- Solieb (Maschine)
- Spicelab (Harthouse)
- Strike (Contacted)
- Superspy (Noom)
- The Ambush (Harthouse)

e molti altri.